# Rejon romanowski
Rejon romanowski – jednostka administracyjna wchodząca w skład obwodu żytomierskiego Ukrainy.
Rejon został utworzony w 1923 roku. Jego powierzchnia wynosi 928 km², a ludność liczy około 29 tysięcy mieszkańców. Siedzibą władz rejonowych jest Romanów.
Na terenie rejonu znajduje się 3 osiedlowe rady i 22 rady wiejskie obejmujące 60 wsi.

## Demografia
Skład narodowościowy rejonu w 2001 roku według ukraińskiego spisu powszechnego:
- Ukraińcy — 86,1%;
- Polacy — 10,6%;
- Rosjanie — 2,4%;
- Białorusini — 0,3%;
- pozostali – 0,6%[2].

## Miejscowości rejonu
- Aleksandrówka[3] (Олександрівка)
- Bartucha (Бартуха)
- Biełka[4] (Білки)
- Boratyn[potrzebny przypis] (Борятин)
- Bubny (Бубни)
- Budłyczew (Булдичів)
- Chiźniki[5] (Хижинці)
- Chimrycz[6] (Химрич)
- Dertka[7] (Дертка)
- Czerwoni Chatkyi (Червоні Хатки)
- Hodycha (Годиха)
- Hremiacze (Грем'яче)
- Gwoździarnia[8] (Гвіздярня)
- Hołubin[9] (Голубин)
- Hordyjówka[10] (Гордіївка)
- Huta Cudnowska (Старочуднівська Гута)
- Iwanowszczyzna (Іванівщина)
- Jabłonówka (Яблунівка)
- (Ягодинка)
- Jasnogród (Ясногород)
- Kamień (Камінь)
- Karwinówka (Карвинівка)
- Kołodezna (Колодяжне)
- Korczówka (Корчівка)
- Konstantynówka (Костянтинівка)
- Lisna Rudnia[11] (Лісна Рудня)
- Mała Kozarka (Мала Козара)
- Mała Tokarówka (Мала Токарівка)
- Manie (Мані)
- (Межирічка)
- (Микільськ)
- Miropol
- Monastyrek (Монастирок)
- Niwka (Нивна)
- (Новопрутівка)
- (Новохатки)
- Olszanka (Ольшанка)
- Omylne (Омильне)
- Pawołoczka (Паволочка)
- Peczanówka (Печанівка)
- Pilipy Kozary (Пилипо-Кошара)
- Prutówka (Прутівка)
- (Разіне)
- Romanów[12]
- Romanówka (Романівка)
- Sabierka (Цеберка)
- Sadki[13] (Садки)
- Sarnówka (Сарнівка)
- Siniawka (Синява)
- Sobolówka (Соболівка)
- Stanisławówka (Станіславівка)
- (Сульжинівка)
- (Шевченка)
- Tewelówka (Тевеліївка)
- Towszcza (Товща)
- Uljanówka (Улянівка)
- Wilcha (Вільха)
- (Велика Козара)
- Wiła (Вила)
- Wróblówka (Врублівка)
- (Залужне, hist. Ludwikowka)
- Żowtyj Brid (Жовтий Брід)